# ولاد الإيه (فلم)
ولاد الإيه هو فيلم مصري عُرض عام 1989، تأليف بسيوني عثمان وإخراج شريف يحيى.

## قصة الفيلم
يتم القبض على رجل الأعمال الكبير راتب شديد بتهمة أعماله غير المشروعة، يسلم مستشاره نجيب سكرتيرته إلهام مظروفًا لإرساله لزميله الدكتور بما فيه مستندات تدين راتب وشخصيات أخرى مسئولة، يلقى نجيب مصرعه، تحتمي إلهام في الطريق بزكي ويرسلان المظروف بالبريد، تلقى إلهام مصرعها، يتعرف زكي على ليلى التي تدعي أنها ابنة نجيب، وتطلب منه اسم الدكتور المرسل إليه المظروف يتضح أنها تتعاون مع العصابة لعلاج أمها المريضة تموت الأم فتعترف لزكي بحقيقتها، ينجحان في الحصول على المظروف من موزع البريد وفي طريقه للمحكمة يلقى راتب مصرعه بأيدي زملائه خوفًا من اعترافه. يصل زكي إلى المحكمة ليسلم القاضي المستندات ولكنه يصاب إصابة خطيرة بطلق ناري.

## طاقم التمثيل
- أحمد زكي: (زكي الحمصاني)
- صلاح ذو الفقار: (د. بهاء منصور)
- ميرفت أمين: (ليلى)
- هالة صدقي: (إلهام)
- محمد الدفراوي: (راتب شديد)
- سامي سرحان: (نجيب - سكرتير راتب شديد)
- وداد حمدي: (زينب الحمصاني)
- أحمد توفيق: (مباحث الأموال العامة)
- شعبان حسين: (أبو العينين - الشاعر)
- أحمد خميس: (د. نجيب شنديدي)
- أحمد عبد الهادي: (عطوة - زوج أخت زكي)
- أحمد دياب: (ضابط شرطة)
- عثمان عبد المنعم: (عبده الطباخ)
- أنجيل آرام: (زميلة زكي)
- محمد أبو حشيش: (أبو دومة - مسجون)
- أحمد أبو عبية: (مدير بوسطة الدقي)
- حافظ الإبياري
- مطاوع عويس: (بوفيه القسم)
- صلاح صادق: (صلاح - موظف بريد الدقي)
- سامي عطايا: (مسئول فاسد)
- لطفي منصور: (القاتل المحترف)
- مصطفى الطوخي: (مساعد القاتل المحترف)
- حسني عبد الجليل: (خلف - شاويش بالسجن)

## فريق العمل
- إخراج: شريف يحيى
- تأليف: بسيوني عثمان
- مدير التصوير: كمال كريم
- مونتاج: عنايات السايس
- إنتاج: الشركة العالمية للتليفزيون والسينما (حسين القلا)
- موسيقى تصويرية: محمد سلطان
- توزيع داخلي: الشركة العالمية للتليفزيون والسينما (حسين القلا)
- توزيع خارجي: شركة شامل للإنتاج والتوزيع الفني